# Tropidocephala amboinenis
Tropidocephala amboinenis är en insektsart som beskrevs av Frederick Arthur Godfrey Muir 1913. Tropidocephala amboinenis ingår i släktet Tropidocephala och familjen sporrstritar. Inga underarter finns listade i Catalogue of Life.